# Franz Breil
Die Franz Breil GmbH war ein seit 1836 in Dorsten/Westfalen im Orgelbau tätiges Unternehmen.

## Geschichte
Die Orgelbauwerkstätten Franz Breil wurden 1836 von Josef Anton Breil in Dorsten gegründet. Er erlernte seinen Beruf bei Fabricius in Grevenbroich/Rheinland, war dann Schüler von Joseph Seyberth in Wien und ging anschließend als Geselle nach Paris, London und Berlin. Bei ihm lernte sein Bruder Johann Anton Breil, der von 1853 bis 1892 in Regensburg eine Werkstatt betrieb.
Franz Johannes Breil (1828–1903), Neffe des Gründers, führte die Werkstatt fort. Ende des 19. Jahrhunderts stellte er die Windladenkonstruktion von mechanischer Schleiflade auf pneumatische Kegellade um. Sein Sohn Franz Josef Breil (1865–1929) führte 1925 elektrische Trakturen ein. Unter Franz Josef Breils Sohn Franz (1903–1985) kehrte man ab 1948 wieder zum Bau mechanischer Schleifladen zurück. Der Bruder Johann Anton Breil errichtete 1848 eine eigene Werkstatt in Regensburg.
Seit den 1980er-Jahren setzte Franz Ludger Breil (Sohn Franz Breils) die Orgelbautradition in Dorsten bis in das Jahr 2013 fort. Von 2013 bis 2016 wurde das Unternehmen durch Franz Ludger Breil (* 9. Juli 1946) liquidiert.

## Werkliste (Auswahl)
| Jahr          | Ort                  | Kirche                         | Bild | Manuale   | Reg.    | Bemerkungen |
| ------------- | -------------------- | ------------------------------ | ---- | --------- | ------- | --- |
| 1906          | Essen                | St. Mariä Geburt               |      | II/P      | 29      | Die Breil-Orgel ist seit dem Jahr 1906 Bestandteil der Kirche. |
| 1906          | Vreden-Lünten        | St. Bruno                      |      | II/P      | 12      | vollständig erhalten |
| 1929          | Bocholt              | Arbeitervereinshaus St. Paulus |      | III/P     | 31      | |
| 1930          | Recklinghausen       | St. Paulus                     |      | III/P     | 57      | Orgel steht unter Denkmalschutz. |
| 1936 (ca.)    | Havixbeck-Tilbeck    | Kapelle Maria Hilf             |      | III/P     | 22      | Freipfeifenprospekt |
| 1938          | Bocholt              | Heilig Kreuz                   |      | III/P     | 39      | 1938 erfolgte der Aufbau des Hauptwerkes und Schwellwerkes. 1939 wurden Pedalwerk und Oberwerk hinzugefügt. Die Orgel ist verändert erhalten.                                                                                               |
| 1938          | Münster              | St. Konrad                     |      | III/P     | 18 (35) | nur teilweise realisiert. |
| 1949          | Münster              | St. Lamberti                   |      | III/P     | 22 (?)  | nur teilweise realisiert. Instrument 1988 ersetzt. |
| 1952          | Borken               | St. Remigius                   |      | III/P     | 17 (42) | nur teilweise realisiert. Orgel 1989 ersetzt. |
| 1954          | Münster              | St. Elisabeth                  |      | II/P      | 24      | 2005 durch Orgelbau Fleiter umgebaut |
| 1954 bis 1990 | Essen                | St. Michael am Wasserturm      |      | II/P      | 11      | Später 28 Register; nicht erhalten. |
| 1957          | Köln                 | Neu St. Alban                  |      | II/P      | 26      | → Orgel |
| 1960          | Hildesheim           | Dom                            |      | IV/P      | 52      | Technischer Neubau und Erweiterung durch Klais (1989) |
| 1962          | Hörnum               | St. Josef                      |      |           |         | Durch den Orgelbaumeister Andreas Junker aus der profanierten Kirche St. Josef in Gistenbeck in der Kirche St. Pauli 2009 wiederaufgebaut                                                                                                   |
| 1963          | Osnabrück            | Dom St. Peter                  |      | IV/P      | 68      | 2001 abgebrochen |
| 1964          | Duisburg             | Liebfrauenkirche               |      | III/P     | 42      | Orgelwerk freistehend, Spieltisch angebaut in Höhe des Brustwerkes |
| 1965          | Bremen               | St. Johann                     |      | III/P     | 47      | → Orgel |
| 1972          | Gelsenkirchen-Buer   | Propsteikirche St. Urbanus     |      | III/P     | 50      | → Orgel |
| 1975          | Oberhausen-Sterkrade | Herz-Jesu                      |      | III/P     | 38      | → Orgel |
| 1975          | Betzdorf-Bruche      | Maria Königin                  |      | II/P      | 25      | |
| 1976          | Duisburg-Neumühl     | Herz-Jesu-Kirche               |      | III/P     | 38      | |
| 1977          | Melle                | St. Matthäus                   |      | II/P      | 30      | → Orgel |
| 1979          | Dorsten-Hervest      | St. Paulus                     |      | II/P      | 12      | → Orgel |
| 1979          | Riesenbeck           | St. Kalixtus                   |      | II/P      | 23      | Orgelwerk in bestehendem alten Gehäuse von 1779 eingebaut. Die Orgel stand ursprünglich im Franziskanerkloster Aschendorf und wurde 1812 umgesetzt. Die historischen Prospektpfeifen (im Unterwerk hölzerne Blindpfeifen) blieben erhalten. |
| 1982          | Melle-Gesmold        | St. Petrus                     |      | II/P      | 19      | → Orgel |
| 1982          | Dorsten              | St. Agatha                     |      | IV/P      | 50      | → Orgel |
| 1983          | Borken               | St. Remigius, Chororgel        |      | II(III)/P | 10      | auch die Hauptorgel ist von hier anspielbar → Orgel |
| 1987          | Harsewinkel-Greffen  | St. Johannes                   |      | II/P      | 22      | → Orgel |